# Kanawha
Kanawha è un comune degli Stati Uniti d'America, situato nello Stato dell'Iowa, nella contea di Hancock.